# Hoplitis arenivaga
Hoplitis arenivaga är en biart som beskrevs av Van der Zanden 1996. Hoplitis arenivaga ingår i släktet gnagbin, och familjen buksamlarbin. Inga underarter finns listade i Catalogue of Life.